# Agence française de développement
Het Agence française de développement (AFD) is Franse overheidsinstantie die het ontwikkelingsbeleid van de Franse regering uitvoert, armoede bestrijdt en duurzame ontwikkeling bevordert. AFD financiert en ondersteunt projecten om de levensomstandigheden van de bevolking te verbeteren, de economische groei te ondersteunen en de aarde te beschermen.
De groep financiert en ondersteunt ongeveer 4.000 projecten, in 115 landen. In 2020 heeft de AFD-groep (bestaande uit Proparco en Expertise France) ruim 12 miljard euro besteed aan 996 nieuwbouwprojecten in alle sectoren. Bij de AFD-groep werken ongeveer 3.000 medewerkers.